# 海南恐竜博物館
海南恐竜博物館は、韓国の全羅南道海南郡黄山面にある自然史博物館。

## 概要
湖南で最初に発見された海南右項里恐竜と翼竜の足跡化石産地を大事にして、自然文化遺産で体験させるために設立した博物館である。

## 設立
観光地として活用するために造成した恐竜博物館で、2000年6月文化財庁で博物館造成承認を受けた後、7年余りの期間を経て工事が行われ、2007年4月27日に開館した。事業費は約460億ウォン。

## 経歴
- 1996年、湖南初の基礎学術調査を通じて恐竜足跡が報道された。1997年に恐竜化石国際シンポジウムを韓国で初めて開催した。
- 1998年には海南右項里恐竜・翼竜・鳥類足跡自国化石産地が天然記念物第394号に指定され、総合学術調査を行った。2000年には文化財庁に恐竜化石自然史遺跡地造成基本計画承認を受けた。
- 2001年恐竜化石保護閣を建立し、2002年には文化財庁でユネスコ世界文化遺産暫定リストの対象に選定した。
- 2003年国庫支援反映事業で恐竜生態体験場造成を財政投融者審査を完了した。2003年文化体育観光部主管第2回テーマのある観光資源開発発表会で優秀賞を受賞した。
- 2004年から2006年にかけて、右項里恐竜化石展示館展示施設を設置し、アロサウルス本物の化石を購入した。米国のツーソンソンで草食恐竜アルネスト化石を購入した。
- 2006年には、恐竜化石自然史遺跡地シンボル造形物を製作設置し、恐竜博物館展示室岩石確保を用役し、恐竜化石自然史遺跡地造成事業を完工した。
- 2007年海南恐竜博物館を開館し、
- 2011年には海南恐竜化石紙保存学術研究を用役した。
- 2012年、第1種専門博物館全羅南道第20号に登録された。
- 2017年5月3日から5日間開館10周年記念行事を行い、2017年6月世界恐竜切手展示会を開催した。[1]

## 館内
様々な恐竜の骨化石を実物大に展示している。アジア初で、韓国唯一の中生代捕食恐竜のアロサウルスの本物の化石が展示されている。また、中生代白亜紀時代を再現して動く恐竜と翼竜に出会い、多様な映像物を通じて中生代朝鮮半島の姿を見ることができる。チケット売り場に入ると、まず右港里化石堆積層を形象化したタイムキューブがある。博物館の裏側には巨大な恐竜時代を体験できるサファリゾンがあり、巨大な恐竜時代を遊び場で体験できる。人体感応映像システムなど最新装備を活用した体験施設も多様で恐竜卵の中に入り、恐竜が心臓の音を聞いて触れる体験を提供する。海南恐竜博物館は建築総面積約7,930㎡の地下1階・地上2階規模である。地上1階は右港里室と映像室で構成されており、右港里恐竜足跡化石の発掘過程と内容・学術的意味・右港里の白亜紀（約8300万～8500万年前と推定）生態環境などに対する展示を行う。主な展示物は、大型草食恐竜足跡層、痕跡化石、翼竜をはじめとする様々な恐竜の足骨格や足跡形態などだ。地下1階は恐竜科学室恐竜に関する基礎知識コーナー・恐竜室時代を代表する各恐竜骨格展示・中生代再現実白亜紀に盛んな恐竜骨格展示・海洋爬虫類室中生代の海生物骨格展示・翼竜室翼竜の初期と後期骨格比較展示・鳥の出現室恐竜から新たに進化する過程紹介・巨大恐竜室巨大恐竜であるジョバリア展示・地球科学室海南軍をはじめとする朝鮮半島の地層と岩石展示で構成される。
展示館にはアロサウルス本物の化石長さ7.7m 、高さ2mをはじめ、ジョバリア・ティアノサウルススタン・草食恐竜アルネストなど珍しい展示物やトラケラトプス・ティラノサウルス・レックス・アルケオプテリックスシゾ鳥・マラウィ骨格や標本などが展示されている。屋外にも3棟「翼竜鳥類館・彫刻類恐竜館・大型恐竜館」の展示館が設けられている。

## 利用案内
海南恐竜博物館の運営時間は毎日午前9時から午後6時までであり、毎週月曜日(7月、8月は毎日開館)は休館日である。7月、8月は日曜日、月曜日、祝日に限り午後7時まで1時間延長運営し、観覧終了の1時間前まで入場が可能。